# Phytomyza origani
Phytomyza origani är en tvåvingeart som beskrevs av Erich Martin Hering 1931. Phytomyza origani ingår i släktet Phytomyza och familjen minerarflugor.
Artens utbredningsområde är Tyskland. Arten har ej påträffats i Sverige. Inga underarter finns listade i Catalogue of Life.